# Kinect Adventures!
Kinect Adventures! — спортивная видеоигра для Xbox 360, использующая возможности контроллера Kinect и входящая в комплект поставки контроллера. Игра была представлена на выставке Electronic Entertainment Expo 2010 в Лос-Анджелесе. Игра представляет собой набор из пяти приключений и спортивных игр и была разработана Good Science Studio, дочерней студией Microsoft.

## Геймплей
Игра использует движение всего тела и позволяет игроку участвовать в различных мини-играх, каждая из которых оснащена как одиночной игрой, так и мультиплеером. Каждая мини-игра длится около трёх минут. Также игра поддерживает мультиплеер Xbox Live. Еще RGB камера Kinect делает снимки во время игры, которые можно пересматривать с возможностью загрузить их на специальный сайт, и уже оттуда можно загрузить на компьютер или другое носимое устройство.
Цель мини-игр заключается в том, чтобы получить наибольшее количество значков, которые уже в свою очередь позволяют зарабатывать игрокам медали, влияющие на прогресс игры. Медали могут быть бронзовые, серебряные, золотые и платиновые.

## Отзывы
| Сводный рейтинг | Сводный рейтинг |
| Агрегатор       | Оценка          |
| --------------- | --------------- |
| GameRankings    | 65,39 %         |